# David Brown (músico británico)
David Paul Brown (nacido el 24 de agosto de 1987), más conocido como Boyinaband, es un YouTuber inglés, músico, rapero, compositor, comediante y actor. Brown es conocido por su canción "Don't Stay in School", ser el vocalista principal de la banda de rock You And What Army y por colaboraciones con otros YouTubers como iDubbbz, RoomieOfficial, Andrew Huang, TheOdd1sOut, Emma Blackery, Dan Bull, Corpse Husband y PewDiePie. Su trabajo abarca varios géneros que incluyen electrónica, Hip hop y Heavy metal como productor, vocalista, rapero, compositor, DJ e instrumentista.
Entre otros proyectos está su anterior banda electronicore, You And What Army, el cual tuvo varios éxitos en Download Festival y Sonisphere Festival. La banda fue puesta en hiatus en 2014. Otros contenidos de videos incluyen vlogs, tutoriales musicales, educación, raps y retos.

## Carrera
El canal de YouTube de David fue creado el 14 de noviembre de 2007. La mayoría de los primeros videos estuvieron centrados en su banda You And What Army, o era tutoriales, educativos, vlogs, revisiones y entrevistas con otros músicos.
Desde 2011 en adelante, fueron más frecuentes en su canal videos de parodias y skits, por ejemplo "Cómo Tocar Dubstep en Guitarra" y "Caras Apropiadas para 10 Géneros de Música".
En 2015, Brown publicó una canción junto a otros YouTubers, Cryaotic y Minx, centrado en problemas sobre el LGBT y su soporte a la comunidad en colaboración con el centro de caridad somewhereto_ para la comunidad LGBT de Reino Unido.
En 2017 colaboró con iDubbbz para crear un diss contra RiceGum tituló "Jake Paul asiático" como parte del segmento Content Cop series de iDubbbz
El 31 de marzo de 2019, colaboró con PewDiePie y RoomieOfficial en un video musical titulado "Congratulations". El video musical estuvo basado en felicitar sarcásticamente a T-Series por superar a PewDiePie en suscriptores, mientras también recordaba los escándalos anteriores de la empresa y criticando el sistema de casta en India.

### Don't Stay in School
El 2 de febrero de 2015, publicó el video musical de su canción "Don't Stay in School", el cual se hizo viral. En la pista, critica los sistemas de enseñanza escolares por enseñar temas que él considera innecesarios, en vez de enseñar habilidades prácticas para la vida cotidiana o temas del interés estudiantil.
La canción fue tema de controversia por parecer estar alentando a los estudiantes a dejar la escuela. Aun así, Brown ha declarado que fue producido solo para criticar el sistema escolar, y las palabras "Don't Stay in School" (no te quedes en la escuela) se refiere a los temas discutidos en la canción.
A pesar de la controversia, la canción también ha recibido elogios de parte de estudiantes, profesores y padres. El canal de Fine Brothers alzó un video de padres reaccionando a la canción, con muchos empatizando con sus argumentos.
Con el tiempo, David publicó una serie de videos siguiendo la temática de "Don't Stay in School". Su último video con la temática, "You don't legally have to go to school", habla sobre distintas opciones educativas no convencionales: escuelas alternativas, escuelas charter, "desescolarización", y educación en casa. En el video también entrevista a un estudiante de una de estas escuelas progresivas.

## Discografía

### Álbumes
- Quite a Lot of Songs (2013)
- Merry Christmix (2013)

### Singles
- "Djentstep" (2012)
- "2.99" (2013)
- "Djentrance" (2013)
- "Midnight" (ft. Veela) (2013)
- "Chipstep" (ft. Andrew Huang) (2013)
- "Djentrap" (2013)
- "Producer Name Rap" (2013)
- "Point at All the Things" (ft. Jack Frags) (2013)
- "Battlefield vs Call of Duty Rap Battle" (ft. Jack Frags) (2013)
- "Hello Monsta" (ft. Minx y Markiplier) (2013)
- “Pointless Fast Rap” (2013)
- "I Am a Mildly Annoyed" (ft. Cookiebreed) (2014)
- "Day-Z Hero vs Bandit Rap Battle" (ft. Jack Frags) (2014)
- "That Girl" (ft. Cookiebreed, Patty Walters y VeeOneEye) (2014)
- "Too Much Fun" (ft. Minx) (2014)
- "Limelight" (ft. Cryaotic) (2014)
- "You Look Like a Girl" (2014)
- "How to Get a Number One Song" (ft. Roomie) (2014)
- "Murder" (ft. Minx & Chilled) (2014)
- "Town of Salem" (ft. Minx) (2014)
- "Christmix 4" (2014)
- "Don't Stay in School" (2015)
- "Spectrum" (ft. Cryaotic y Minx) (2015)
- "I'm Not Dead" (2016)
- "Top of the Props" (ft. Minx) (2016)
- "Prancer Rap" (ft. TheOdd1sOut) (2018)
- "Dead Fast Rap" (2014)

### Colaboraciones
- "Time Bomb" – Feint y Boyinaband (ft. Veela) (2012)
- "Super Mario Dubstep Cypher" – None Like Joshua (ft. Boyinaband, Dan Toro y Veela) (2013)
- "A to Z" – Boyinaband y Andrew Huang (2013)
- "Counter Strike Porch" Dan Bull (ft. Boyinaband) (2014)
- "Xbox One vs. PS4 Rap Battle" – Boyinaband y Oliver Age 24 (2014)
- Xenocide (EP) – Seamless, None Like Joshua y Boyinaband (2014)
- "Biblia Rap" @– Boyinaband y Dan Bull (2014)
- "A to Z 2" @– Andrew Huang y Boyinaband (2014)
- Plants vs. Zombis (EP) – Dan Bull y Boyinaband (2015)
- "Asian Jake Paul" - iDubbbz (ft. Boyinaband) (2017)
- "Empty" (ft. Jaiden Animaciones) (2018)
- "Life is Fun" (ft. TheOdd1sOut) (2018)
- "Congratulations" por PewDiePie (ft. Boyinaband y Roomie) (2019)
- "Luke Skywalker vs Harry Potter" por Epic Rap Battles of History, como Harry Potter. (2020)
- "Coco" por PewDiePie (2021)

### con You and What Army
- Soundtrack to the Apocalypse (2009)
- The End of the beginning (2010)
- You and What Army EP (2012)

## Filmografía

### Animación
| Año  | Título           | Personaje                                 | Notas       |
| ---- | ---------------- | ----------------------------------------- | ----------- |
| 2020 | Battle for B.F.B | reproductor de música portátil - Snowphie | Episodio 23 |